# Zolwerknapp
El Zolwerknapp (en alemany: Zolver Knapp) és una muntanya de 422 metres d'altitud, que es troba a la vila de Soleuvre, del districte de Luxemburg al cantó d'Esch-sur-Alzette i al sud oest de Luxemburg.